# Edmond Fleischhauer

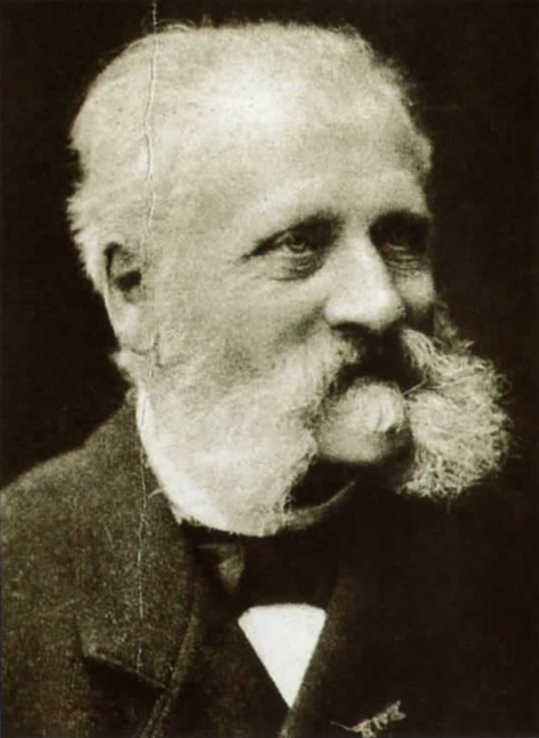
Edmond Fleischhauer

Joseph Louis Edmond Fleischhauer (* 25. September 1812 in Straßburg; † 11. März 1896 in Colmar) war elsässischer Unternehmer, Lokalpolitiker, Mäzen und Sammler.
Edmond Fleischhauer war der Sohn des Straßburger Kaufmanns Jean David Fleischhauer und dessen Frau Louise Wilhelmine geborene Weyher. Er heiratete am 4. Mai 1840 in Colmar Amélie Wilhelmine Wimpffe.
1840 gründete Edmond Fleischhauer eine Drogerie in Colmar und lebte dort als Kaufmann. Er wurde Präsident des Handelsgerichtes und 1870 der Gründungspräsident der Handelskammer Colmar. Politisch engagiert er sich als Mitglied des Gemeinderates von Colmar. 1879 wurde er als Abgeordneter von Colmar im Landesausschuss des Reichslandes Elsaß-Lothringen gewählt.
Er beteiligte sich am kulturellen Leben in Colmar. Er war von 1880 bis 1896 der Präsident der Schongauer-Gesellschaft. Seine umfangreiche Sammlung (Degen, Rüstungen, Gewehre, Objekte aus Elfenbein oder Porzellan) vererbte er der Stadt Colmar. Im Unterlinden-Museum ist die Sammlung heute ausgestellt. Einer der Räume dort trägt seinen Namen.
Die rue Fleischhauer in Colmar ist seit 1907 nach ihm benannt.